# 2013년 6월
| 2013년: 1월 · 2월 · 3월 · 4월 · 5월 · 6월 · 7월 · 8월 · 9월 · 10월 · 11월 · 12월 |

| <          | 2013년 6월 | 2013년 6월 | 2013년 6월 | 2013년 6월 | 2013년 6월 | >           |
| 일         | 월         | 화         | 수         | 목         | 금         | 토          |
|            |            |            |            |            |            | 1 4.23 무술 |
| 2 24 기해  | 3 25 경자  | 4 26 신축  | 5 27 임인  | 6 28 계묘  | 7 29 갑진  | 8 30 을사   |
| 9 5.1 병오 | 10 2 정미  | 11 3 무신  | 12 4 기유  | 13 5 경술  | 14 6 신해  | 15 7 임자   |
| 16 8 계축  | 17 9 갑인  | 18 10 을묘 | 19 11 병진 | 20 12 정사 | 21 13 무오 | 22 14 기미  |
| 23 15 경신 | 24 16 신유 | 25 17 임술 | 26 18 계해 | 27 19 갑자 | 28 20 을축 | 29 21 병인  |
| 30 22 정묘 |            |            |            |            |            |             |

| - 6월 23일 - 조정무 (前 국회의원) - 6월 21일 - 남철 (前 희극배우) - 6월 20일 - 한형준 (前 제와장) - 6월 19일 - 호른 줄러 (前 헝가리 총리) - 6월 12일 - 기무라 지로에몬 (前 세계 최고령자) - 6월 8일 - 함효주 (前 개그우먼) - 6월 7일 - 배상면 (국순당 창업자, 백세주 개발자) - 피에르 모루아 (前 프랑스 총리) - 6월 5일 - 김윤남 (원불교 원정사) - 6월 4일 - 변대윤 (前 예당컴퍼니 대표) - 6월 26일 - 완주군, 전주시 통합 주민투표 - 6월 17일 - 이란의 대통령 선거 편집하기 |

## 2013년 6월 27일 (목요일)
국제
- 박근혜 대통령이 시진핑 중국 주석과 정상회담을 하여 '한·중 미래비전 공동성명'을 채택하다.
- 케빈 러드가 오스트레일리아 연방 총리 및 노동당 대표로 재취임하다.

## 2013년 6월 26일 (수요일)
군사
- 북한이 동해 쪽으로 단거리 미사일 4발을 발사하다.

행정
- 전라북도의 전주시와 완주군의 행정구역 통합이 무산되다.

## 2013년 6월 25일 (화요일)
정치
- 국정원 여론 조작 사건에 대하여 여야가 국정조사에 다시 합의하다.
- 하마드 빈 할리파 알사니 카타르 국왕이 타밈 빈 하마드 알사니 왕세자에게 양위하다.

## 2013년 6월 23일 (일요일)
- 개성역사유적지구가 캄보디아 프놈펜에서 열린 제37차 유네스코 세계유산 위원회(WHC)에서 세계문화유산으로 등록되다.

## 2013년 6월 21일 (금요일)
정치
- 국정원 여론 조작 사건에 대하여 대학생들과 종교계가 시국선언을 내다.

## 2013년 6월 18일 (화요일)
문화
- 난중일기와 새마을운동기록물이 세계기록유산으로 등재되다.

## 2013년 6월 15일 (토요일)
사회
- 한국일보의 사측이 노사 갈등 끝에 편집국을 폐쇄하다.

## 2013년 6월 14일 (금요일)
국제
- 하산 로우하니가 이란의 대통령으로 선출되다.

정치
- 서울중앙지방검찰청이 국정원 여론 조작 사건에 대하여 원세훈 전 국정원장과 김용판 전 서울중앙지검청장을 공직선거법상 공무원의 선거운동 금지 위반과 직권남용등의 혐의로 기소하다.

## 2013년 6월 13일 (목요일)
정치
- 진주의료원 폐업 조례에 대해 보건복지부가 재의를 요구하고, 국회는 국정조사를 열기로 하다. 이에 홍준표 경상남도지사는 재의 요구와 국정조사 증인 출석을 거부하다.

경제
- 한국은행 금융통화위원회가 기준금리를 2.50%로 동결하다.

연예
- 그룹 방탄소년단(BTS) 데뷔

## 2013년 6월 11일 (화요일)
정치
- 대한민국과 조선민주주의인민공화국이 실무 회담을 개최하다.

국제
- 중화인민공화국이 유인우주선 선저우 10호를 성공적으로 발사하다.

## 2013년 6월 9일 (일요일)
정치
- 대한민국과 조선민주주의인민공화국이 판문점에서 수석대표 회의를 가지다.

## 2013년 6월 8일 (토요일)
사회
- 광주광역시 동구 동남동 3km지점에서 규모 2.7의 지진이 발생하였다.

국제
- 버락 오마바 미국 대통령과 시진핑 중국 주석이 정상 회담을 가지다.

## 2013년 6월 7일 (금요일)
- 중화인민공화국 푸젠성 샤먼에서 90명을 태우고 고가도로를 주행하던 버스에서 화재가 발생, 47명이 숨지고 34명이 다쳤다. 후에 용의자는 자살을 감행하면서 세상에 분풀이 하려고 고의로 저지른 범행인 것으로 드러났다.

## 2013년 6월 6일 (목요일)
국제
- 에드워드 스노든이 미국 국가안보국과 연방수사국이 운영하는 첩보수집 프로그램인 PRISM의 존재를 폭로하다.

## 2013년 6월 3일 (월요일)
사회
- 국제탐사보도언론인협회와 뉴스타파가 공동 탐사보도한 조세피난처 취재 중, 전두환 전 대한민국 대통령의 장남 전재국이 영국령 버진아일랜드에 서류상 회사를 설립했음이 밝혀지다.

## 2013년 6월 1일 (토요일)
국제
- 튀르키예 탁심 광장 시위가 반정부 시위로 확산되면서 천여 명이 부상을 입다.

사회
- 2013년 대구 여대생 살인사건 일으킨 진범이 경찰에 검거되다.